# Charlotte Becker
Charlotte Becker (Datteln, Rin del Nord-Westfàlia, 19 de maig de 1983) és una ciclista alemanya. Professional des del 2006, actualment milita a l'equip Team Hitec Products. Combina tant la carretera amb la pista. Ha obtingut diferents campionats mundials, europeus i nacionals.
La seva germana Christina també ha estat ciclista professional.

## Palmarès en pista
- 2004
  -  Campiona d'Europa sub-23 en Puntuació
- 2005
  -  Campiona d'Europa sub-23 en Puntuació
- 2008
  -  Campiona d'Alemanya en Persecució
- 2010
  -  Campiona d'Alemanya en Persecució
- 2016
  -  Campiona d'Alemanya en Puntuació
- 2017
  -  Campiona d'Alemanya en Òmnium
- 2018
  -  Campiona d'Alemanya en persecució per equips
  -  Campiona d'Alemanya en la cursa per punts
  -  Campiona d'Alemanya en scratch

### Resultats a laCopa del Món
- 2007-2008
  - 1a a Los Angeles, en Scratch

## Palmarès en ruta
- 2006
  -  Campiona d'Alemanya en contrarellotge
- 2008
  - 1a al Holland Ladies Tour
- 2009
  - 1a a l'Albstadt-Frauen-Etappenrennen i vencedora d'una etapa
  - Vencedora d'una etapa a la Volta a Turíngia
- 2010
  -  Campiona d'Alemanya en ruta
  - 1a al Gran Premi de la Vila de Valladolid
  - 1a a l'Open de Suède Vårgårda TTT
- 2011
  - 1a a l'Open de Suède Vårgårda TTT
  - Vencedora d'una etapa al Giro de Toscana-Memorial Michela Fanini
  - Vencedora d'una etapa al Trofeu d'Or
- 2012
  -  Campiona del món en contrarellotge per equips
  - 1a a l'Open de Suède Vårgårda TTT
- 2014
  - 1a al Tour de Zhoushan Island i vencedora d'una etapa
- 2016
  - 1a al 94.7 Cycle Challenge
- 2017
  - 1a al Tour de Zhoushan Island i vencedora d'una etapa
- 2018
  - 1r al Tour de Chongming Island i vencedora d'una etapa
  - Vencedora d'una etapa al Tour de Zhoushan Island